# Leptochilus alpestris
Leptochilus alpestris (лат.) — вид одиночных ос из семейства Vespidae.

## Распространение
Палеарктика. Юго-восточная Европа (от Испании и Греции до юга России).
Кавказ, Россия, Турция.
В России отмечены на юге европейской части России, на Северном Кавказе (Краснодарский край). Также: Крым, Иордания, Туркмения, северная Африка.

## Описание
Мелкие одиночные осы, длина тела 67 мм. Окраска тела варьирует, в основном чёрная с жёлтыми отметинами. Промежуточный сегмент посередине вдавлен. Вершинный край 2-го тергита с мелкими точечными ямками. Волоски на лбу составляют не более половины диаметра стержня антенны, на верхней стороне грудной клетки — не более половины длины на лбу. Усики самок 12-члениковые, у самцов — 13-члениковые. В брюшке 6 тергитов у самок и 7 у самцов. Для кормления своих личинок добывают в качестве провизии гусениц бабочек и личинок жуков. Гнездятся в ракушках улиток Cepaea nemoralis (Linnaeus, 1758), Candidula unifasciata (Poiret, 1801), Zebrina detrita (Müller, 1774), Xeropicta derbentina (Krynicki, 1936), Monacha fruticola  (Krynicky, 1833) (Mollusca, Pulmonata, Hygromiidae).

## Таксономия
Вид включён в состав подрода Lionotulus. Выделяют следующие подвиды:
- Leptochilus alpestris alpestris (De Saussure, 1855)
- Leptochilus alpestris grandii  Giordani Soika, 1947 (или синоним)
- Leptochilus alpestris iberobarbarus  Blüthgen, 1953
- Leptochilus alpestris trinacriae  (Andre, 1883) (или синоним)